# Долгое (озеро, Беларусь)
До́лгое (бел. До́ўгае; изредка встречается вариант наименования Длуге) — озеро в Глубокском районе Витебской области Беларуси, в бассейне реки Шоши (бассейн Западной Двины). Самое глубокое озеро Беларуси: его глубина превышает 53 м. Благодаря высокой степени чистоты воды и рекордной глубине водоём именуют «белорусским Байкалом».
Озеро Долгое является памятником природы ледниковой эпохи. Для его охраны в 1979 году был создан одноимённый озёрный заказник.

## География
Озеро Долгое находится в 32 км к северо-востоку от города Глубокое (Витебская область, Беларусь). Около озера расположены деревни Долгое, Зябки, Заозерная.
Водоём располагается на территории Свенцянской возвышенности в юго-восточной части ледниковой ложбины, в которой также расположены озёра Гиньково, Свядово и Псуя. Высота над уровнем моря — 172,6 м.
Площадь поверхности озера составляет 2,6 км². Длина — 6 км, наибольшая ширина — 0,7 км, средняя — 0,4 км. Длина береговой линии — 14,9 км. Объём воды в озере — 43,17 млн м³. Площадь водосборного бассейна — 30,4 км².
Согласно данным справочника «Водные объекты Республики Беларусь», выпущенного в 2011 году РУП «Центральный научно-исследовательский институт комплексного использования водных ресурсов» (ЦНИИКИВР), наибольшая глубина озера составляет 53,6 м. В источниках более ранней датировки встречается цифра 53,7 м. Директор природоохранного учреждения «Голубов сад» Василий Божок в 2009 году утверждал, что глубина Долгого достигает 57 м. Средняя же глубина озера составляет 16,6 м.

## Морфология
Озеро располагается в ложбинной котловине, врезанной на 60—80 м в моренный суглинок и открытой только в крайних северо-западной и юго-восточной частях. Котловина вытянута с северо-запада на юго-восток. Высота склонов составляет 25-30 м, на северо-западе и юго-востоке понижается до 10 м. Склоны крутые, суглинистые, преимущественно покрытые кустарником (распространены ольха, малина, хмель). Кое-где на склонах произрастают ель и дуб.
Береговая линия извилистая. Северо-западная и юго-восточная оконечности озера представляют собой крупные заливы. Берега преимущественно сливаются со склонами котловины, обрывающимися прямо к воде. На северо-западе и юго-востоке встречаются низкие (до 0,2 м высотой) песчаные или песчано-галечные участки берега, поросшие кустарником.
Подводные склоны котловины также очень крутые (до 30—40°). Ширина мелководья не превышает 5—10 м. Сублиторальный склон чётко отграничен от литорали и местами достигает крутизны 20—25°. В центральной части дна присутствует несколько поднятий, разделённых поднятиями в направлении продольной оси озера. Резкие перепады глубин присутствуют как возле берега, так и в центральной части водоёма.
Дно у берегов песчаное и песчано-галечное, вдоль западного и восточного берегов местами покрыто валунами. Пески распространяются до глубины 10—15 м. Местами на мелководье присутствуют глинистые участки, окрашенные в разные цвета минеральными примесями. Глубже дно выстлано глинами и опесчаненными отложениями с примесью ракушечника и других карбонатов. Наиболее глубокие участки дна покрыты высокозольным глинистым илом со значительными примесями окислов железа. В заливах формируется грубодетритовый сапропель.

## Гидрология
Водоём слабопроточный. Для полной смены воды требуется не менее 6—7 лет. Режим насыщения — мезотрофный с признаками олиготрофии.
Прозрачность воды достигает 5 м. Вода отличается небольшим количеством органических примесей и хорошей насыщенностью кислородом. Содержание кислорода достаточно существенно и в придонных слоях: от 45—47 % зимой до 60—62 % летом. В то же время содержание кислорода в верхнем слое воды в летнее время оказывается ниже 100 %, что указывает на недостаточный фотосинтез. Данные признаки свидетельствуют о некоторой олиготрофности водоёма.
Минерализация воды составляет 240—250 мг/л. Водородный показатель летом варьируется от 8,1 на поверхности до 7,96 у дна, зимой — от 8,0 до 7,25 соответственно. Несколько повышенные показатели солевого состава обусловлены интенсивным поступлением минеральных солей с сельскохозяйственных земель озёрного водосбора.
Котловина озера укрыта от ветрового перемешивания, благодаря чему озеро хорошо аккумулирует тепло, а в летнее время демонстрирует выраженную температурную стратификацию воды. Летом поверхностный слой воды до глубины 7—8 м прогревается до 18—20 °C, а ниже глубины 20 м температура не поднимается выше 5—6 °C. Зимой температура придонных слоёв опускается до 2,5 °C. Ледостав происходит позднее, чем на соседних озёрах (в отдельные годы — только в начале января). Ледоход также запаздывает, как правило до начала мая.
В озеро впадает несколько ручьёв, в том числе из озёр Свядово и Псуя. Вытекает ручей в озеро Шо. Предполагается, что важную роль в питании озера играют подземные ключи.

## Растительный мир

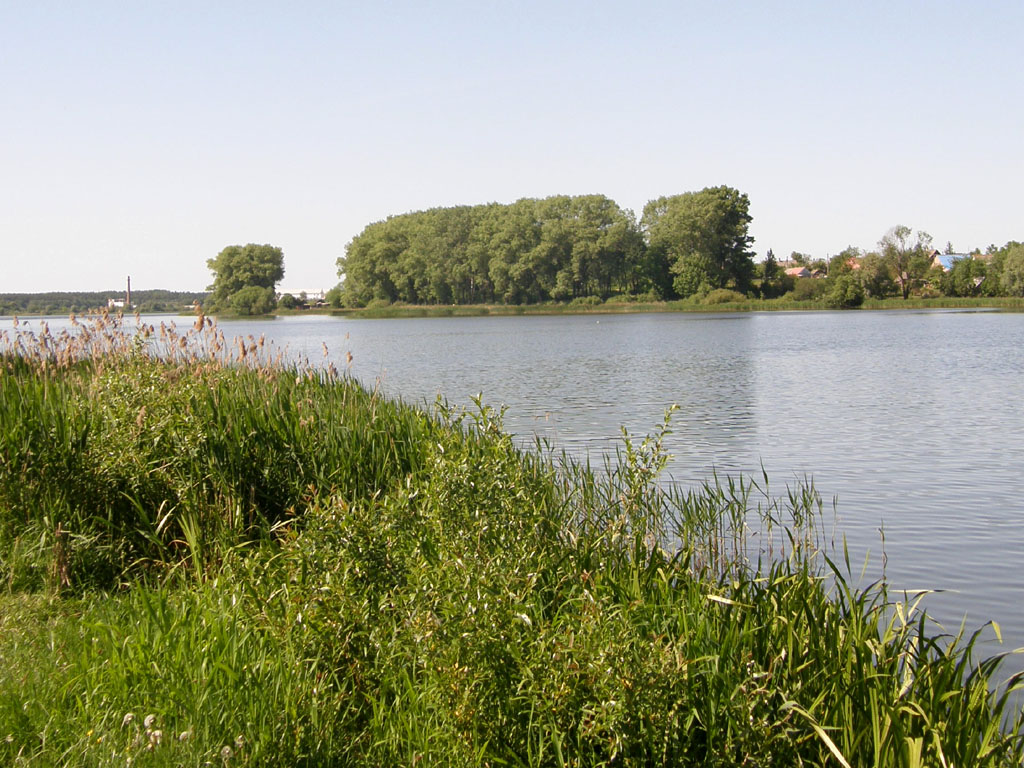
На берегу озера

Из-за особенностей строения котловины и признаков олиготрофии озеро зарастает слабо.
Прибрежная растительность образует прерывистую узкую полосу, ширина которой не превышает 25 м. На песках произрастают разреженные заросли тростника, на глинистых и заиленных участках мелководья — камыш, тростник, хвощ. Растения с плавающими листьями встречаются лишь на мелководьях северо-запада и юго-востока.
Подводная растительность представлена преимущественно роголистником и рдестом блестящим, распространёнными до глубины 5—7 м. На карбонатных донных отложениях растут харовые водоросли (в том числе нителлопсис притуплённый, занесённый в Красную книгу Республики Беларусь). На склонах сублиторали до глубины 12—15 м широко распространены водяные мхи, главным образом фонтиналис.
В фитопланктоне преобладают сине-зелёные водоросли. Второе место по численности занимают диатомовые водоросли, по биомассе — пирофитовые. Каждый год незадолго до таяния льда появляются скопления микроскопических водорослей ярко-красного цвета, исчезающие после начала ледохода.

## Животный мир
Озеро Долгое обладает крайне редким для Беларуси сигово-снетковым типом ихтиофауны. В озере также водятся угорь, ряпушка, окунь, плотва, лещ, судак, щука, линь, налим, уклейка, краснопёрка, язь, сом, карась, карп, густера, ёрш и другие виды рыб.
В озере обитают реликты ледникового периода — рачки калянус озёрный (Limnocalanus macrurus) и бокоплав Палласа (Pallassiola quadrispinosa), занесённые в Красную книгу Республики Беларусь.

## Экология

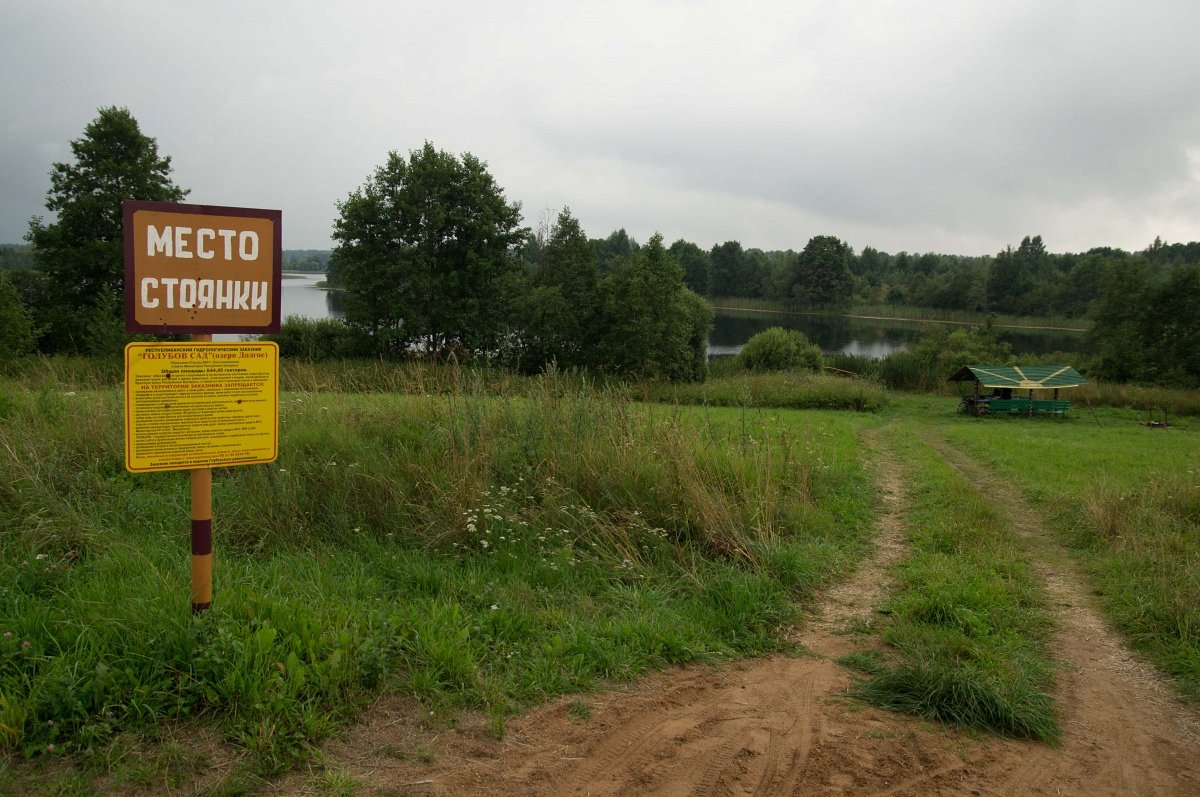
У въезда на территорию заказника

Гидрологические исследования озера Долгое ведутся с 1960-х годов. В конце 1970-х годов было отмечено заметное ухудшение экологической обстановки, связанное со строительством животноводческого комплекса на берегу озера. Сброс неочищенных сточных вод с высоким содержанием хлоридов и сульфатов повлёк за собой снижение прозрачности и интенсификацию цветения воды, уменьшение содержания кислорода в придонных слоях, заиливание дна и сокращение площадей ценных карбонатных сапропелей.
Природная уникальность озера, чистота воды, а также обитание редких видов животных послужили причиной того, что в 1979 году озеро Долгое было объявлено гидрологическим заказником республиканского значения. На озере запрещены промысловый лов рыбы и использование плавучих средств с моторами. Организовано платное любительское рыболовство.

## Рекреационное использование
Озеро Долгое пользуется популярностью у дайверов, которые называют его «белорусским Байкалом». В 2007 году минские дайверы погрузились на глубину 51,4 м. В ходе экспедиции был обследован ныне затопленный участок древнего берега озера и обнаружен ряд старинных предметов быта. Кроме того, со дна были подняты образцы растительных остатков, возраст которых оценивается от 7 до 12 тысяч лет.
На берегу озера оборудовано несколько туристических стоянок и агроусадеб. В озере начинается водный маршрут до озера Плисса, проходящий через озеро Шо и реку Шоша.